# Pyrolirion flavum
Pyrolirion flavum är en amaryllisväxtart som beskrevs av Herb.. Pyrolirion flavum ingår i släktet Pyrolirion och familjen amaryllisväxter.
Artens utbredningsområde är Peru. Inga underarter finns listade i Catalogue of Life.